# B-45 Tornado
North American B-45 Tornado a fost primul bombardier cu reacție operațional și primul avion cu reacție realimentat în aer. B-45 a fost o parte importantă din programul de descurajare nucleară a U.S.A.F. în anii '50, dar a fost rapid succedat de Boeing B-47 Stratojet. Avioanele B-45 și RB-45 au activat în cadrul Comandamentului Aerian Strategic din 1950 până în 1953.